# Maria Pfordt

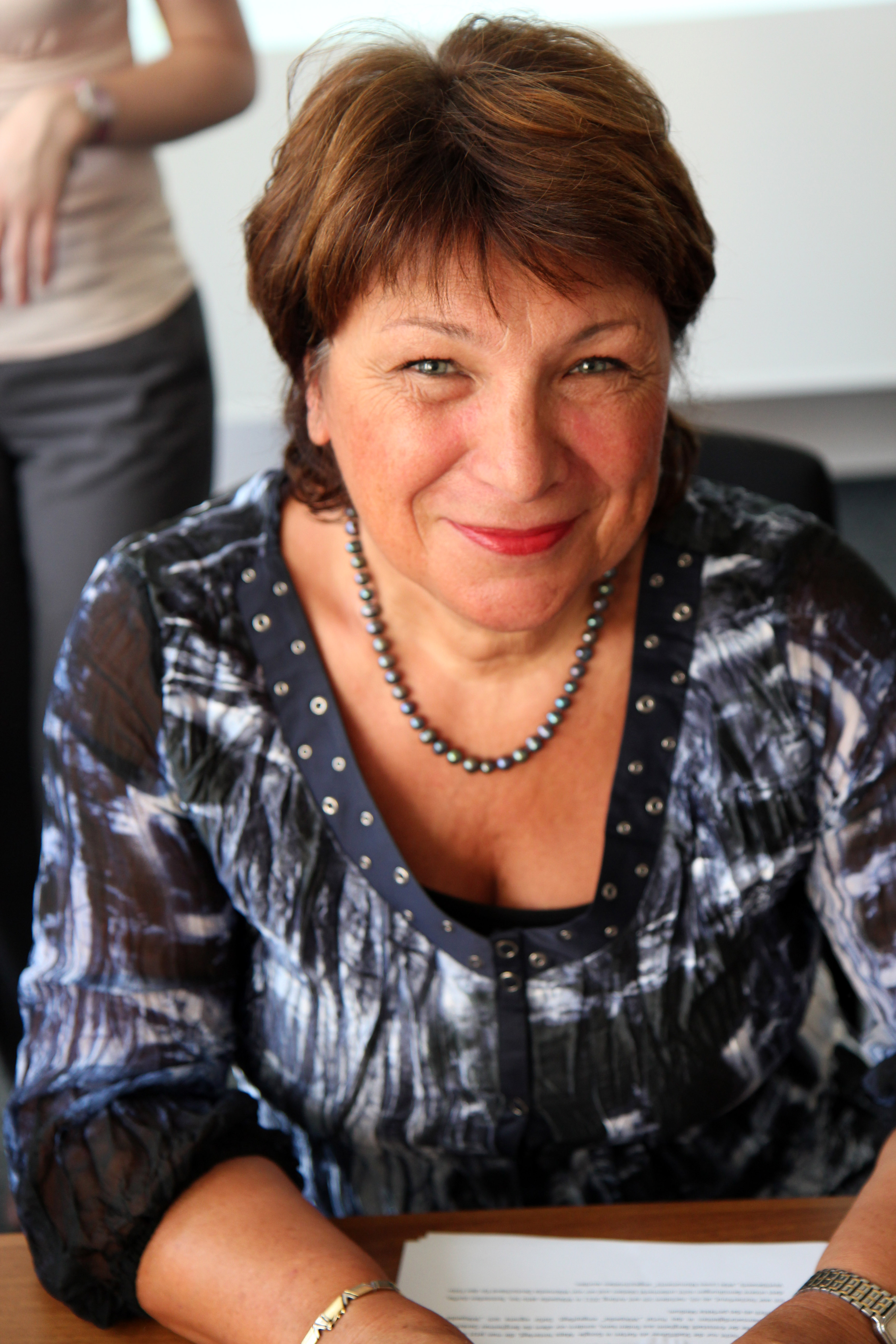
Maria Pfordt

Maria Pfordt (* 20. Dezember 1949 in Oberembt) war bis 2017 Bürgermeisterin der Stadt Bergheim im Rhein-Erft-Kreis in Nordrhein-Westfalen.
Nach der Schule machte Pfordt 1969 das Abitur am Mädchengymnasium Jülich. Danach studierte sie für das Lehramt in Köln. Sie schloss das Studium 1972 ab und unterrichtete bis 1995 an verschiedenen Schulen in Bergheim. Zeitweise war sie Konrektorin bzw. Schulleiterin an mehreren Grundschulen.
Ab 1984 war Pfordt fünf Jahre lang sachkundige Bürgerin (CDU) im Schulausschuss des Bergheimer Stadtrates. 1989 wurde sie dann Ratsmitglied und war in dieser Funktion u. a. im Schulausschuss tätig. Von 1996 bis 1999 war sie zweite stellvertretende Bürgermeisterin der Stadt. Erste Stellvertreterin war sie dann von 1999 bis 2004. Danach wurde sie 2004 als Nachfolgerin von Jürgen Peters (SPD) hauptamtliche Bürgermeisterin der Kreisstadt Bergheim. Nach zweimaliger Wiederwahl als Bürgermeisterin, mit jeweils immer über 50 % im ersten Wahlgang, teilte sie am 8. März 2017 mit, dass sie ihr Amt aus gesundheitlichen Gründen nicht fortführen könne. Sie bat Landrat Michael Kreuzberg, sie wegen Dienstunfähigkeit in den Ruhestand zu versetzen. Am 29. August 2017 erfolgte ihre Verabschiedung aus dem Amt, bei der sie auch als Ehrenbürgerin der Stadt Bergheim ausgezeichnet wurde. Am 25. Juni 2017 wurde Volker Mießeler (CDU) als ihr Nachfolger gewählt.